# Бучач (станція)
Бу́чач —  тупикова залізнична станція 4-го класу Тернопільської дирекції Львівської залізниці на неелектрифікованій лінії Біла-Чортківська — Бучач. Відстань до найближчої станції Пишківці становить 7 км. Розташована в місті Бучач Чортківського району Тернопільської області, на вулиці Галицькій.

## Історія
Станція Галицької Трансверсальної залізниці відкрита 1 листопада 1884 року, одночасно із відкриттям руху всією лінією Станиславів — Біла-Чортківська — Гусятин. 
У лютому 1916 року станцію та місто під час Першої світової війни бомбардували в ході нічних нальотів російські загарбники, одного разу використавши при цьому заряди із задушливими газами.
У 1920-х роках від вокзалу до центра міста була можливість дістатися кінним екіпажем (вартість складала 2-3 злотих), автомобілем чи автобусом.
Відповідно з розкладу руху, опублікованого 27 листопада 1942 року, до станції курсував пасажирський поїзд сполученням Львів — Бучач — Чортків.
1944 року дільницю від Станіславіва до Бучача було зруйновано відступаючими німецько-фашистськими військами за допомогою колієруйнівника («продуктивність» його дії — близько 10 км/год). Відтоді станція є тупиковою на лінії з Чорткова.
Станом на 2017 рік пасажирський рух на станції відсутній.

## Галерея

Вокзал станції Бучач
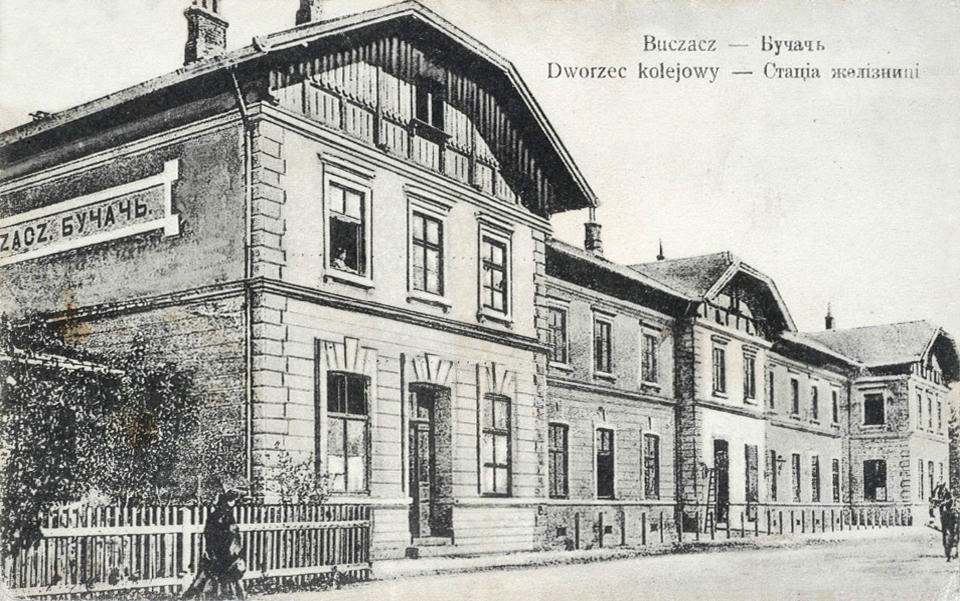
Історична світлина вокзалу станції
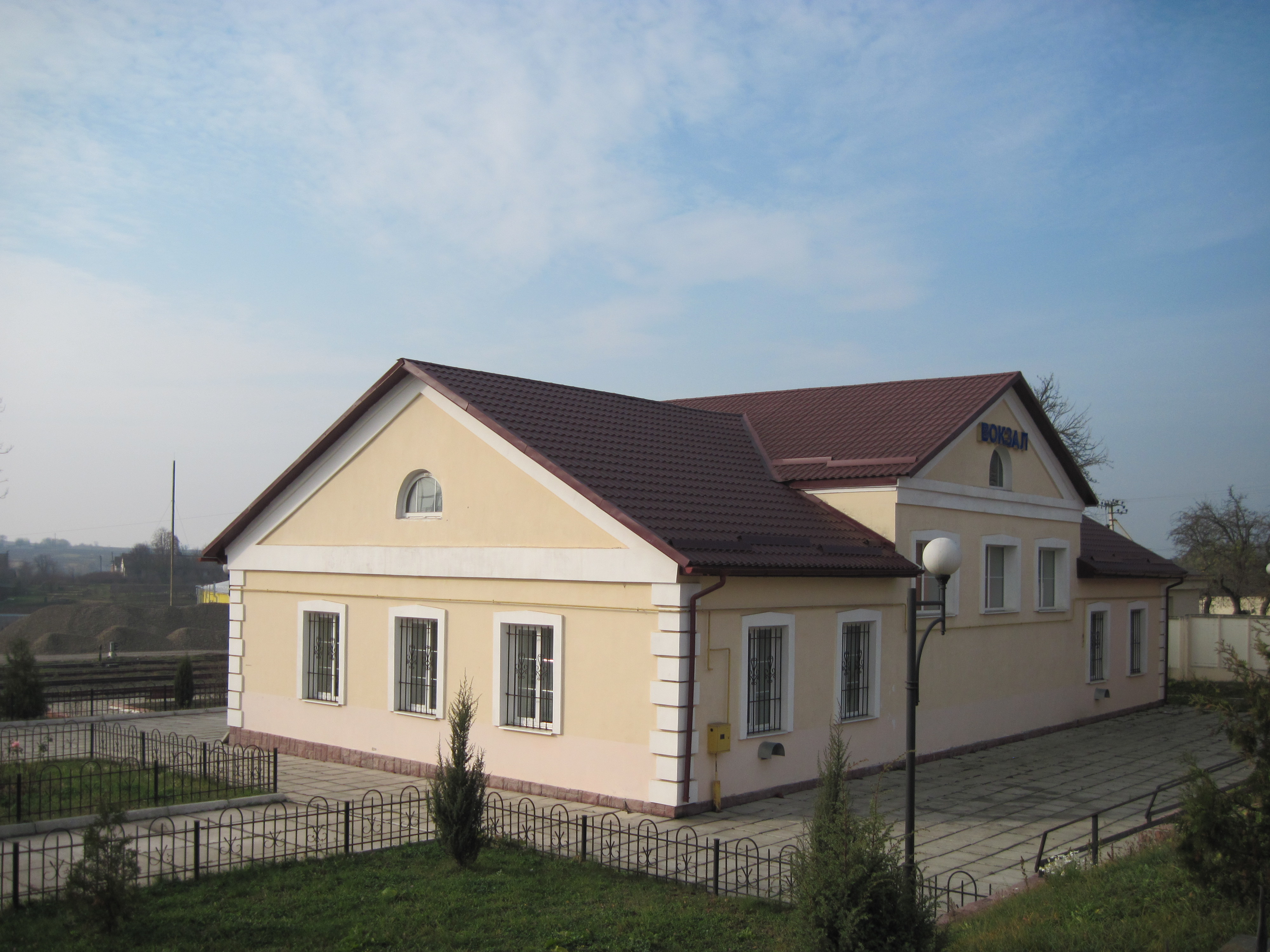
Краєвид з вулиці Галицької
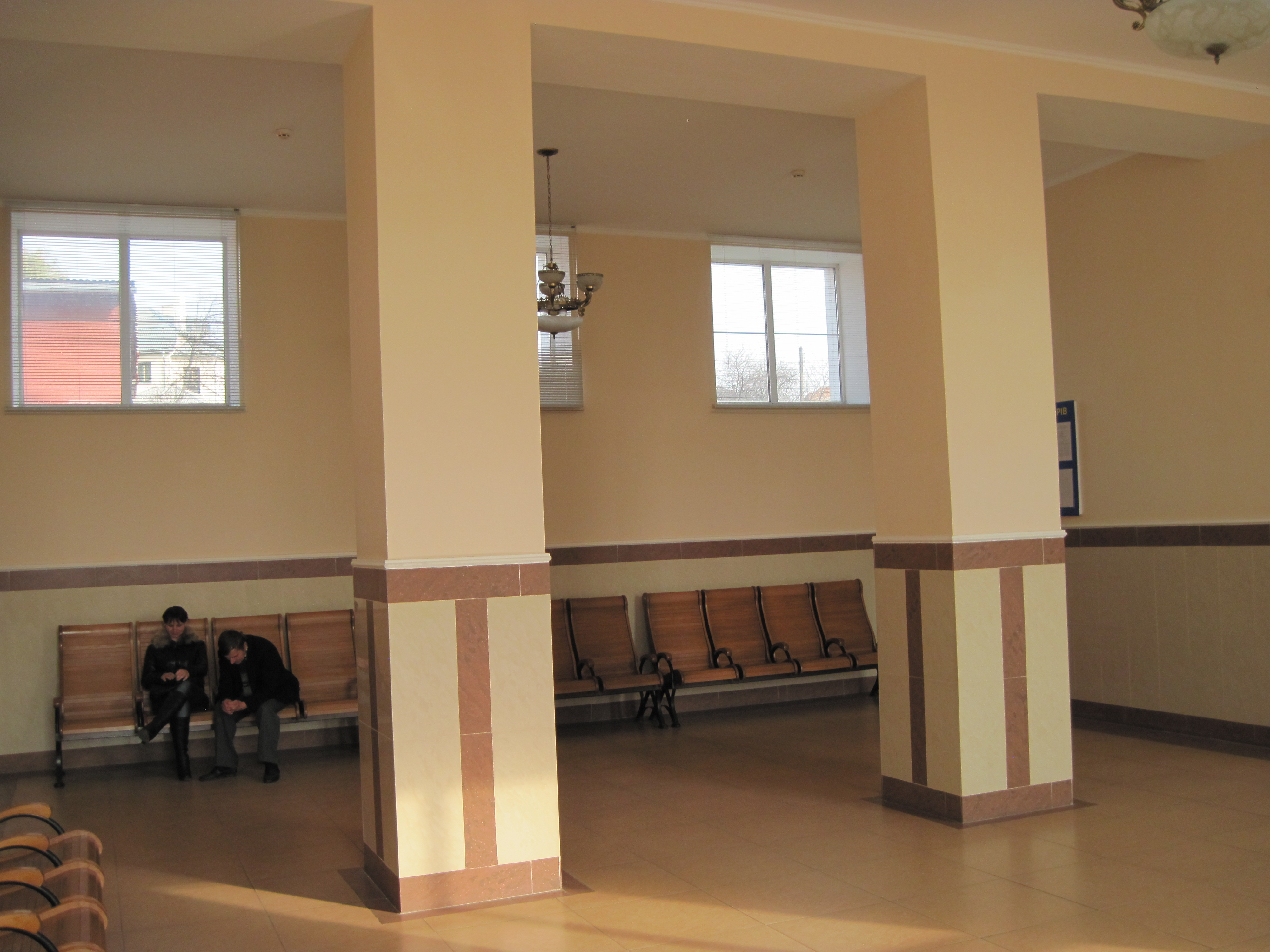
Зал чекання